# Tetramorium hungaricum
Tetramorium hungaricum är en myrart som beskrevs av Roezler 1935. Tetramorium hungaricum ingår i släktet Tetramorium och familjen myror. Inga underarter finns listade i Catalogue of Life.